# Abnegazar, Rath e Gast
Abnegazar, Rath e Gast (também conhecidos como Os Três Demônios Irmãos)
são vilões fictícios de quadrinhos da Liga da Justiça.

## Origem
Félix Fausto estudou línguas mortas em Vienna, arqueologia em Londres, história em Sourbonne; visitou as ruínas de Ur e Lagash na Caldéia, famosa por seus magos… Conseguiu também uma cópia do lendário Necronomicon, livro de magia negra escrito por Abdul Al Hazred, um árabe. Com todas as pesquisas, Fausto conseguiu conjurar a imagem dos demônios Abnegazar, Rath e Gast , os quais tinham sido presos na Dimensão Prisão dos Demônios por uma raça de seres mantenedores da ordem no universo (um retcon mais tarde estabeleceu que foram os Lordes da Ordem, raça do Senhor Destino). O feiticeiro Fausto precisava dos artefatos Jarra, Sino e Roda para libertar os perversos irmãos. Estes advertiram-no de que precisava de superpoderes para poder passar pelos guardiões dos respectivos artefatos. Daí lhe ocorreu a ideia de lograr a Liga da Justiça para conseguir atingir suas metas. A Liga caiu em sua conversa, derrotou os guardiões dos artefatos e os trouxe. Fausto libertou os demônios, mas algo saiu errado, e os três demônios foram libertados num futuro distante. A Liga viajou ao futuro e conseguiu novamente aprisiona-los.

## Poderes
Os Três Demônios Irmãos tinham vastos poderes místicos. Depois que Gast foi morto por Senhor Destino na saga Góticos Americanos (Monstro do Pântano 8, Abril), o poder dos dois que restaram ficou reduzido.